# Lesendro
Lesendro (Лесендро) je bivši otok (danas spojen s kopnom) i utvrda u Skadarskom jezeru u Crnoj Gori. Nalazi se u blizini otoka Vranjina. Tvrđava je sagrađena u 18. stoljeću. Otok je pretvoren u poluotok izgradnjom pruge Beograd - Bar.

## Povijest
Za vrijeme vladavine Petra II Petrovića-Njegoša tvrđava je služila kao obrana od osmanskih napada i omogućavala nesmetan ribolov i trgovinu, a sam Petar II. je često dolazio ovdje na odmor.
Lesendro je bio 11 godina pod vlašću knjaževine-biskupije Crne Gore, sve do 1843. godine kada je Osman-paša zauzeo Lesendro, u isto vrijeme kada su Vranjina i Turci Osmanlije tu podigli svoja utvrđenja. Otok je oslobođen 1878. godine zajedno s tvrđavom Žabljak Crnojevića, koji su pripojeni Kneževini Crnoj Gori.

## Vanjske poveznice
|  | Zajednički poslužitelj ima još gradiva o temi Lesendro |